# Alice Volpi
Alice Volpi (ur. 15 kwietnia 1992 w Sienie) – włoska florecistka, srebrna medalistka olimpijska i wielokrotna medalistka mistrzostw świata.
W 2009 roku zdobyła brąz w indywidualnej rywalizacji kadetek oraz srebro wśród juniorek i drużynowo na mistrzostwach świata juniorów w Belfaście. Na rozgrywanych rok później mistrzostwach świata juniorów w Baku zdobyła indywidualnie brązowy medal. Podczas mistrzostw świata juniorów w Jordanii w 2011 roku zdobyła złoto drużynowo. Następnie wywalczyła złoto indywidualnie i drużynowo podczas mistrzostw świata juniorów w Moskwie w 2012 roku.
Wystartowała na igrzyskach olimpijskich w Tokio, gdzie Włoszki w składzie: Alice Volpi, Arianna Errigo, Martina Batini i Erica Cipressa zajęły trzecie miejsce w rywalizacji drużynowej. W zawodach indywidualnych zajęła tam czwarte miejsce, przegrywając walkę o brązowy medal z Łarisą Korobiejnikową 14-15.
Podczas mistrzostw świata w Lipsku (2017) wspólnie z koleżankami z reprezentacji zdobyła złoty medal w drużynie. Wynik ten reprezentacja Włoch z Volpi w składzie powtórzyła na mistrzostwach świata w Kairze (2022) i mistrzostwach świata w Mediolanie (2023), a podczas mistrzostw świata w Wuxi (2018) i mistrzostw świata w Budapeszcie (2019) zdobywała srebrny medal. Na MŚ w Wuxi (2018) i MŚ w Mediolanie (2023) zdobywała również złote medale indywidualnie, w finałach pokonując odpowiednio Francuzkę Ysaorę Thibus i Ariannę Errigo. Ponadto na MŚ w Lipsku (2017) była druga w rywalizacji indywidualnej, przegrywając finałową walkę z Rosjanką Inną Dierigłazową.
Wielokrotnie zdobywała również medale mistrzostw Europy, w tym złote drużynowo na mistrzostwach Europy w Tbilisi (2017), mistrzostwach Europy w Nowym Sadzie (2018) i mistrzostwach Europy w Antalyi (2022).
Ponadto wywalczyła złoto indywidualnie i brąz drużynowo na igrzyskach europejskich w Baku (2015) oraz złoto drużynowo na igrzyskach europejskich w Krakowie (2023).